# Bicondica
Bicondica là một chi bướm đêm thuộc họ Noctuidae. Hiện nó có tên đồng nghĩa là Platysenta.